# 데이미언 릴러드
데이미언 라몬티 올리 릴러드(영어: Damian Lamonte Ollie Lillard, 1990년 7월 15일~)는 미국의 농구 선수 겸 래퍼로 포지션은 포인트 가드이다. 전미 농구 협회(NBA)의 포틀랜드 트레일블레이저스 소속으로 활동 중이다.

## 고등학교 시절
캘리포니아주 앨러메다에 있는 세인트 조셉 노틀담 고등학교에서 올랜도 왓킨스 코치가 있는 오클랜드 고등학교로 전학을 했다. 4학년 때 경기당 평균 28득점 이상을 기록했고 한 경기 최다 득점인 45득점을 하기도 했다. 3학년 때는 경기당 평균 20득점, 4리바운드, 4어시스트를 기록했다.